# Prästsjön (Näshulta socken, Södermanland, 656628-152467)
Prästsjön är en sjö i Eskilstuna kommun i Södermanland och ingår i Norrströms huvudavrinningsområde. Sjön har en area på 0,315 kvadratkilometer och ligger 34,3 meter över havet.
Sjön sänktes 1852-1853

## Delavrinningsområde
Prästsjön ingår i det delavrinningsområde (656663-152130) som SMHI kallar för Rinner till Hjälmaren-Östra Hjälm. Medelhöjden är 51 meter över havet och ytan är 43,3 kvadratkilometer. Det finns inga avrinningsområden uppströms utan avrinningsområdet är högsta punkten. Avrinningsområdets utflöde Norrström (Eskilstunaån) mynnar i havet. Avrinningsområdet består mestadels av skog (30 procent) och jordbruk (15 procent). Avrinningsområdet har 477,14 kvadratkilometer vattenytor vilket ger det en sjöprocent på 45,8 procent. Bebyggelsen i området täcker en yta av 5,26 kvadratkilometer eller 1 procent av avrinningsområdet.